# Veres Amarilla
Veres Amarilla (Békéscsaba, 1993. július 1. –) magyar paralimpiai és Európa-bajnok párbajtőrvívó.

## Sportpályafutása
Tizenhárom évesen kezdte a vívást, azonban veleszületett betegsége miatt nem tudta folytatni edzéseit, így edzősködni kezdett. Ezt követően kerekesszékes vívóként indult versenyeken; az U23-as korosztályos világbajnokságon 2014-től három egymást követő évben tőrben és párbajtőrben is junior világbajnok lett. 
2015-ben az Egerben rendezett világbajnokságon kard egyéniben bronzérmet szerzett. 
A 2016-os Európa-bajnokságon kard egyéniben második helyezést ért el. A 2016-os riói paralimpián a párbajtőrcsapatok versenyében bronzérmet szerzett Krajnyák Zsuzsannával és Dani Gyöngyivel. Egy évvel később, a Rómában rendezett kerekesszékes vívó-világbajnokságon bronzérmet szerzett a párbajtőrcsapat tagjaként és kard egyéniben, megismételve két évvel korábbi eredményét. 2018-ban az Európa-bajnokságon kard egyéniben ugyancsak a harmadik helyen végzett, a kard csapathoz és a párbajtőr egyénihez hasonlóan. A 2019-es Világkupán kard egyéniben aranyérmes volt, a párbajtőrcsapat tagjaként pedig bronzérmes. Az egy évvel későbbi egri Világkupán kard egyéniben ezüstérmet szerzett.
A 2019-es koreai rendezésű világbajnokságon a női párbajtőrcsapat tagjaként újból a dobogó harmadik fokára állhatott fel. A koronavírus-járvány miatt 2021 nyarára halasztott tokiói paralimpián párbajtőr egyéniben bajnoki címet szerzett, a döntőben a kínai Csing Zsungot 15-12-re legyőzve. A 2022-es egri kerekesszékes világkupán párbajtőr A kategóriában a harmadik helyen végzett. A 2022-es varsói kerekesszékes vívó Európa-bajnokságon három érmet szerzett; kard A egyéniben bronzérmes, párbajtőr A egyéniben Európa-bajnok lett, míg a női párbajtőr csapat tagjaként Krajnyák Zsuzsanna és Madarászné Mező Boglárka mellett ezüstérmes lett.

## Díjai, elismerései
- Magyar Bronz Érdemkereszt (2016)[11]
- Az Év Parasportolója Nyíregyházán (2014, 2015, 2016, 2017)[12]
- Az Év Egyetemi Sportolója Nyíregyházán (2016)
- Az Év Fogyatékos Csapata (női kerekesszékes vívócsapat) (2017, 2018)[13]
- A Magyar Érdemrend tisztikeresztje (2021)[14]
- Zugló díszpolgára (2021)[15]
- A Magyar Érdemrend parancsnoki keresztje (polgári tagozat) (2024)[16]